# Ouvrage Hackenberg

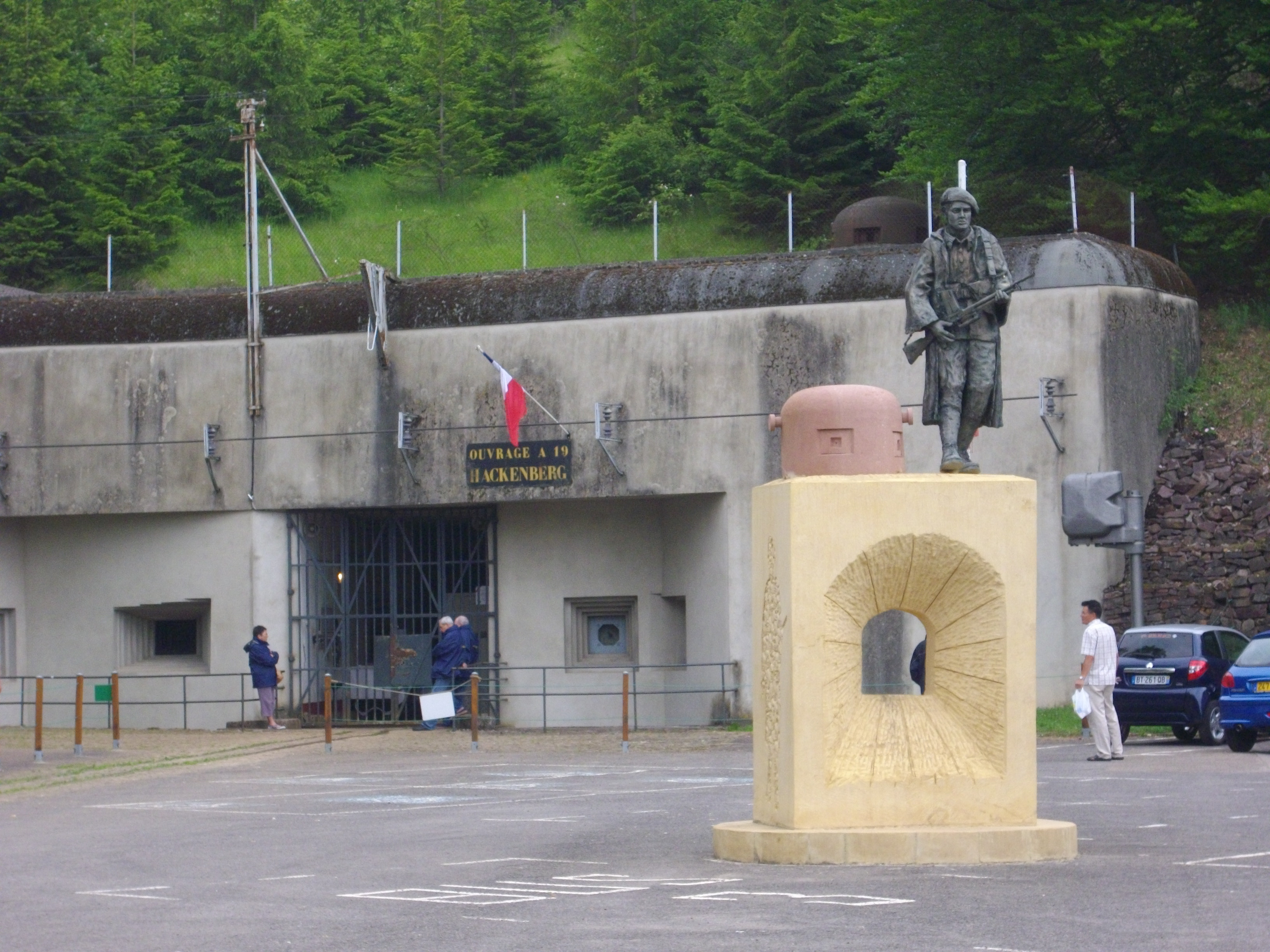
Ingang Ouvrage Hackenberg

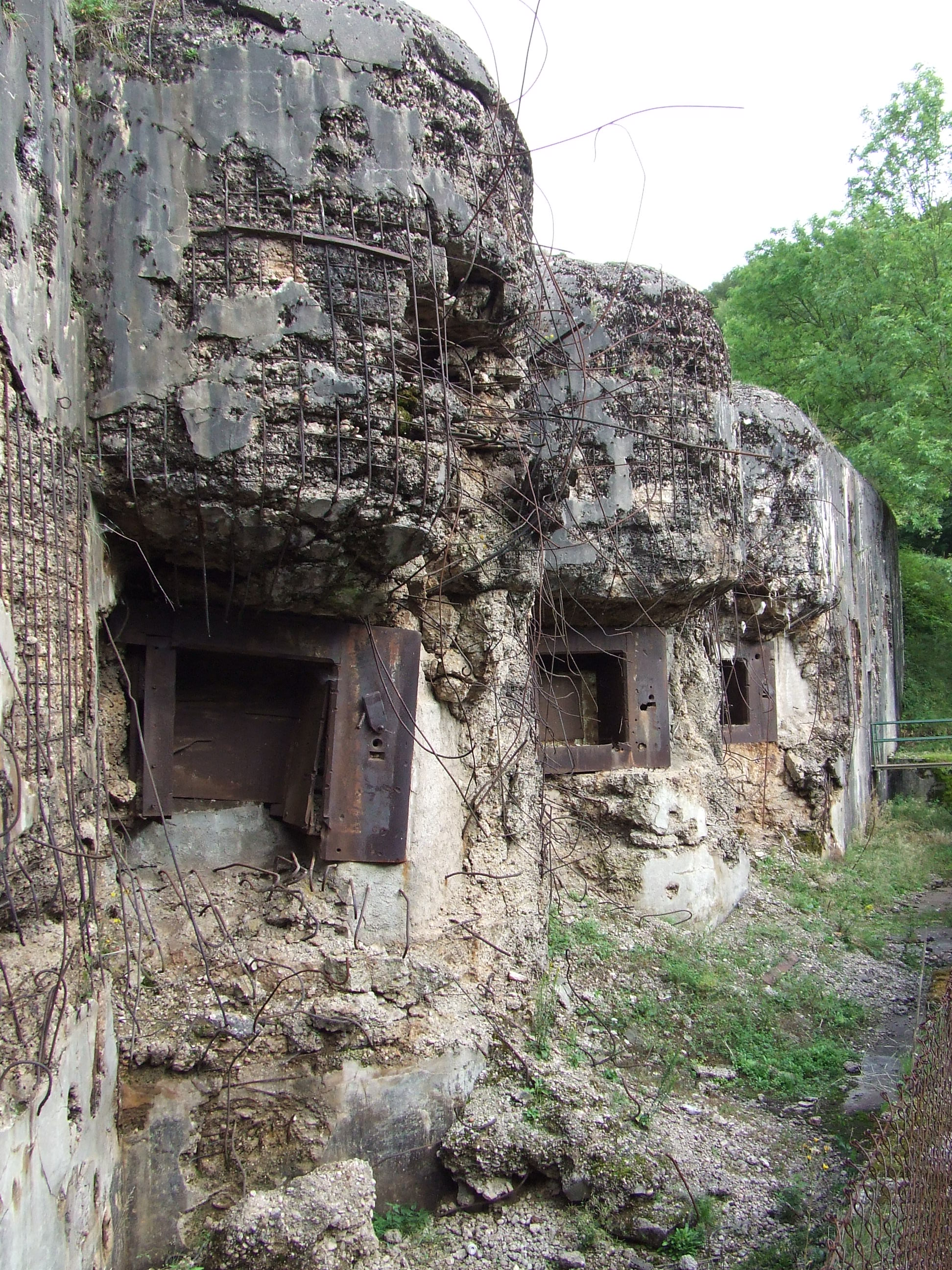
Blok 8 van het fort, beschadigd in 1944

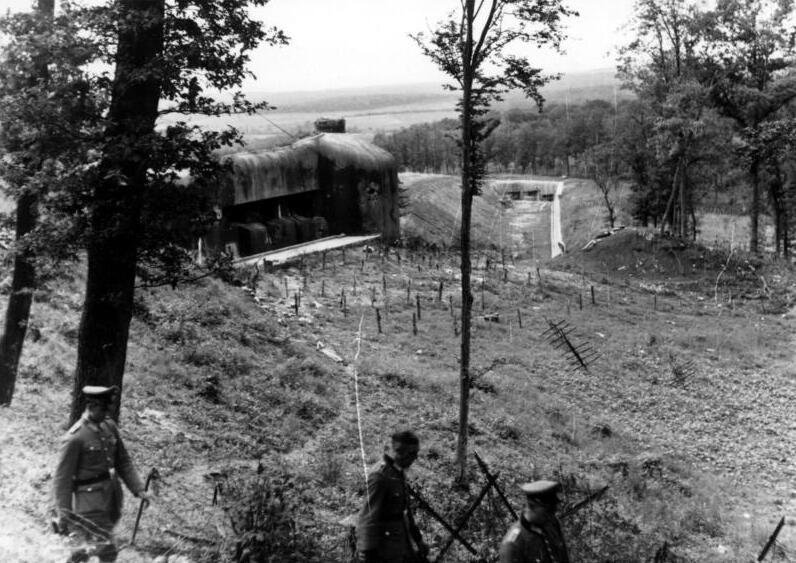
links Blok 24 en rechtsachter Blok 25 met tankgracht (1940)

Ouvrage Hackenberg is een van de grote vestingwerken (gros ouvrage) van de Maginotlinie. Het bevindt zich op ongeveer 20 kilometer ten oosten van Thionville in het departement Moezel bij het dorp Veckring op de Hackenberg (343 meter). Het ouvrage maakt deel uit van de verdedigingssector van Boulay en bevindt zich tussen het gros ouvrage Billig en petit ouvrage Coucou.

## Beschrijving
Gros ouvrage Hackenberg is samengesteld uit 17 gevechtsblokken; 18 artilleriestukken en ongeveer 10 kilometer onderaardse gangen (tussen de 25 en 30 meter diep).

### Ingang
- Munitie ingang: Deze ingang heeft een verbinding tot het militaire spoorwegnet (type A) en werd verdedigd door één 37mm antitankkanon (JM/AC37) en twee GFM koepels.
- Personeelsingang: Deze ingang werd verdedigd door één 37mm antitankkanon (JM/AC37), één LG koepel en 2 GFM koepels.

### Oostelijke vleugel
- Blok 1: infanterie blok, gelegen voor de oostelijke vleugel en enkel uitgerust met een mitrailleurkoepel (JM)
- Blok 2: artillerieblok bewapend met een 75mm koepel en 2 GFM koepels.
- Blok 3: bewapend met één 81mm mortierkoepel; een automatisch geweerkoepel (GFM) was tactisch verbonden met het aangrenzende Gros Ouvrage Mont des Welches als een observatiepunt.
- Blok 4: infanterieblok met één koepel met machinegeweren, één JM en twee GFM koepels.
- Blok 5: artillerieblok voor de oostelijke flank met drie 75mm kanonnen, twee GFM koepels en één koepel om granaten te werpen (LG).
- Blok 6: artillerieblok met één 135mm geschutskoepel en één GFM koepel.

### Westelijke vleugel
- Blok 7: zelfde infanterieblok als blok 4 met 2 mitrailleurklokken (GFM), één hefkoepel met mitrailleur (JM), één mitrailleur/37mm antitankkanon (JM/AC37) en een mitrailleurpost.
- Blok 8: kazemat ter verdediging van de west flank met 3x 75mm kanonnen en 2 GFM klokken.
- Blok 9: een ongewone kazemat bewapend met één 135mm koepel en een 135mm kanon; twee GFM klokken zorgen voor de lokale verdediging
- Blok 10: artillerieblok met één 81mm mortierkoepel en twee GFM klokken.

### Observatie
Twee observatieblokken zijn gesitueerd op een hoogte van 343 meter aan de rand van de Hackenberg.
- Blok 11: observatieklok met periscoop (VDP) en één GFM klok.
- Blok 12: observatieklok met periscoop (VDP) en twee GFM klokken.

### Tank hindernis
In de Maginotlinie heeft enkel Hackenberg en Ouvrage Hochwald een diepe antitankgracht en antitankmuur. De gracht wordt verdedigd door Blok 21 en 25.
- Blok 21: op het oostelijke uiteinde van de gracht. Dit infanterieblok heeft één mitrailleur/37mm antitankkanon (JM/AC37), één mitrailleurkoepel (JM), een 50mm mortierkoepel en een GFM koepel.
- Blok 22: een infanterieblok in de hoek van de gracht met een mitrailleur/anti tankkanon (JM/AC37), een mitrailleurkoepel (JM) en een GFM koepel.
- Blok 23: een kleine bunker gewapend met twee GFM koepels en een koepel met granaatlanceercomplex (LG)
- Blok 24: een groot infanterieblok dat de gracht in het westen verdedigt met een mitrailleur/37mm antitankkanon (JM/AC37), een mitrailleurkoepel (JM), een 50mm mortierkoepel en twee GFM koepels
- Blok 25: een gemengd blok voor de verdediging van de antitankgracht met een schietopening voor een 75mm kanon, een mitrailleur, een 50mm mortier en een GFM koepel

## Huidige Status
De vereniging Association AMIFORT VECKRING organiseert rondleidingen in het vestingwerk.